# Bataille de Saint-James (1426)
 (janvier 2018).
Si vous disposez d'ouvrages ou d'articles de référence ou si vous connaissez des sites web de qualité traitant du thème abordé ici, merci de compléter l'article en donnant les références utiles à sa vérifiabilité et en les liant à la section « Notes et références ».
Pour les articles homonymes, voir Bataille de Saint-James.
Guerre de Cent Ans
Batailles
La bataille de Saint-James de Beuvron fut une bataille de la guerre de Cent Ans, qui se déroula le 6 mars 1426, à Saint-James, en Normandie. 
La bataille fut livrée à Avranches, à la frontière entre la Normandie et la Bretagne. Les Anglais sont conduits par le régent Jean de Lancastre, alors que les Français et les Bretons sont commandés par Arthur de Richemont, connétable de France. Les Anglais sortent victorieux du combat.

## Contexte

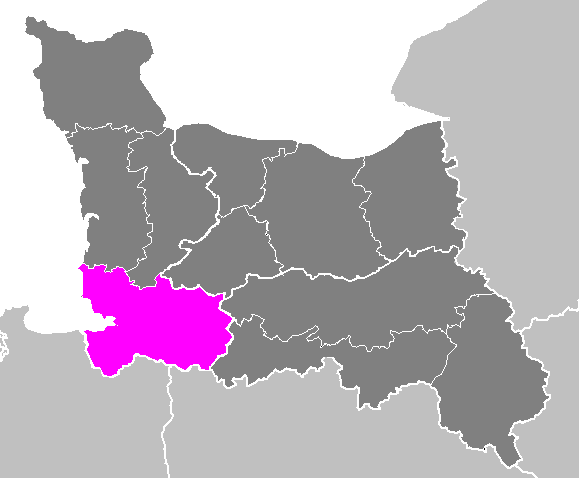
Avranches est située sur la frontière entre la Normandie et la Bretagne

Jean V de Bretagne change de camp en octobre 1425 et se soumet à Charles VII de France, qu'il reconnaît désormais comme roi de France face à Henri VI d'Angleterre. Le 15 janvier 1426, les Anglais déclarent en représailles la guerre à la Bretagne. Thomas Rempston envahit le duché et atteint rapidement la capitale bretonne : Rennes. Il campe ensuite à Saint-James, à la frontière normande. Arthur de Richemont, le frère de Jean V qui a été fait connétable de France par Charles VII, lève une armée en février 1426 et part à la rescousse de son frère. Richemont met le siège devant Saint-James. L'avantage numérique lui revient, car il commande 16 000 hommes. Face aux Bretons, Rempston ne peut aligner que 600 hommes.

## Déroulement de la bataille
Le connétable avait apporté de nombreuses pièces d'artillerie. Les résultats du bombardement de la ville qu'il ordonne sont encourageants : deux larges brèches sont faites dans les remparts. Le 6 mars, les Français passent à l'assaut. Les troupes de Rempston parviennent difficilement à contenir Richemont, qui poursuit le combat sans cesse. Finalement, la garnison anglaise décide de résoudre la bataille par une dernière action. Laissant quelques hommes résister aux Bretons, le reste de l'armée anglaise fait un puissant détour afin de prendre en tenailles l'armée franco-bretonne. Aux cris de Saint Georges et Salisbury, ils assaillirent par surprise l'ennemi. Les Français, pensant que le redoutable comte de Salisbury est à l'origine de l'attaque, quittent en catastrophe le champ de bataille. Le reste de l'armée française s'en retourne dans son campement complètement démoralisé. Richemont tentent de rallier ses hommes afin qu'ils reprennent le combat mais les fantassins brûlent leurs tentes et bagages et rentrent en précipitation à Fougères. 600 Français et Bretons avaient été tués, 50 capturés, et 18 étendards étaient perdus.

## Conséquences
Deux jours plus tard, le comte de Suffolk arrive, amenant 1 500 hommes. Cherchant à exploiter la victoire de Rempston, il se dirige vers Rennes. Avant de rejoindre la capitale bretonne, Suffolk s'empare de Dol sans grande difficulté. Là, il apprend que Jean V a proposé une trêve de trois mois. Suffolk accepte l'offre du duc. Ce dernier se soumet à nouveau aux Anglais en septembre 1427 et reconnaît Henri VI d'Angleterre comme roi de France.